# Драгослав Степанович
Драгослав Степанович (сербохорв. Dragoslav Stepanović, нар. 30 серпня 1948, Рековаць) — югославський футболіст, що грав на позиції правого захисника, зокрема за національну збірну СФРЮ. По завершенні ігрової кар'єри — югославський і сербський футбольний тренер.

## Клубна кар'єра
У дорослому футболі дебютував 1966 року виступами за белградський ОФК, в якому провів сім сезонів, взявши участь у 201 матчі чемпіонату. Згодом з 1973 по 1976 рік грав за «Црвену Звезду».
Досягнувши 28-річного віку, за діючими на той час у соціалістичній Югославії правлиами отримав право переходу до іноземного клубу і влітку 1976 року уклав контракт з німецьким «Айнтрахтом» (Франкфурт-на-Майні), в якому протягом двох років був основним правим захисником.
1978 року перейшов до «Ворматії», а за рік перебрався до Англії, ставши гравцем «Манчестер Сіті». У цій команді не став гравцем основного складу, проте спочатку регулярно отримував ігровий час і у першому сезоні взяв участь у 14 іграх у першості Англії. Наступного сезону провів лише одну гру за «містян», після чого залишив Манчестер.
Завершував ігрову кар'єру в німецькій «Ворматії» в сезоні 1981/82.

## Виступи за збірну
1970 року дебютував в офіційних матчах у складі національної збірної Югославії.
Загалом протягом семирічної кар'єри у національній команді провів у її формі 34 матчі, відзначившись одним забитим гол.

## Кар'єра тренера
Завершивши виступи на футбольному полі, залишився у ФРН, де розпочав тренерську роботу як головний тренер аматорської команди «Прогрес» (Франкфурт). Згодом тренував «Франкфурт», «Рот-Вайсс» (Франкфурт) і «Айнтрахт» (Трір), після чого 1991 року очолив тренерський штаб головного клубу Франкфурта-на-Майні — «Айнтрахта».
1993 року очолив команду «Баєр 04». Невдовзі після призначення нового тренера команда здобула перемогу у фіналі Кубка Німеччини 1992/93.
Згодом до 2001 року тренував ще низку німецьких команд. У цей же період також працював з іспанським клубом «Атлетік Більбао» (1995–1996) та з грецьким АЕК (у 1998).
Пізніше 2003 року був головним тренером китайського «Гуанчжоу Фулі», а частину наступного року працював у Єгипті із «Замалеком».
2007 року отримав запрошення попрацювати на батьківщині і став головним тренером клубу «Чукарички». Згодом також тренував «Воєводину», боснійський «Лакташі» та «Раднички» (Ниш).

## Титули і досягнення

### Як тренера
- Володар Кубка Німеччини (1):

«Баєр 04»: 1992-1993